# Camerano
Camerano là một đô thị ở tỉnh Ancona trong vùng Marche, nằm cách 10 km về phía đông nam của Ancona. Tại thời điểm ngày 31 tháng 12 năm 2019, đô thị này có dân số 7.174 và diện tích là 19,8 km².
Đô thị Camerano có các frazioni (các đơn vị trực thuộc, chủ yếu là các làng) Aspio and San Germano.
Camerano giáp các đô thị sau: Ancona, Castelfidardo, Osimo, Sirolo.